# Diferenciální diagnostika
Diferenciální diagnostika je proces v lékařském diagnostickém rozhodování, při kterém lékař či skupina lékařů stanoví na základě všech dostupných informací pravděpodobné diagnózy a z nich se následně vybírá ta nejpravděpodobnější.
Výsledek diferenciálně diagnostické rozvahy může být jistý, pak se hovoří o definitivní diagnóze, nebo nejistý, pak se hovoří o pracovní diagnóze. Pokud je výsledek nejistý, jsou třeba další testy, pomocí kterých se vylučují jednotlivé choroby. Obvyklými testy používanými v diferenciální diagnostice jsou klinické testy ozřejmující nějaký špatně patrný klinický příznak, laboratorní vyšetření tělesných tekutin a tkání a zobrazení struktury a funkce těla pomocí zobrazovacích metod. Velmi důležitým vodítkem při volbě vhodných terapeutických metod je i znalost epidemiologické situace, protože do úvah je třeba zahrnout i to, jak moc obvyklá nebo vzácná ta které choroba uvažovaná v diferenciální diagnóze je.
Specifickou formou diagnostického testu je terapeutický pokus, při kterém je zahájena léčba nejpravděpodobnější choroby a terapeutická odezva je pokládána za doklad toho, že se skutečně jednalo o předpokládanou chorobu. Terapeutický pokus bývá volen, pokud není specifický test dostupný, je příliš drahý nebo pokud by sám test zatížil pacienta více než terapeutický pokus. Velmi jednoduchým příkladem je chřipka; při tomto onemocnění může profil příznaků odpovídat i počátečním stádiím vážnějších onemocnění, ale obvyklé léčení (klid na lůžku, symptomatická terapie) správnost diagnózy prakticky vždy potvrdí. Pokud by v tomto případě terapeutický pokus chřipku nepotvrdil, nedošlo k významnému oddálení dalšího diagnostického pátrání.
Jinou zvláštní formou je diagnosis per exclusionem (diagnóza z vyloučení, diagnóza per exclusionem). V tomto případě není diagnóza potvrzena přímo, ale jsou vyloučeny všechny ostatní možné nebo pravděpodobné stavy. Existuje dokonce několik nosologických jednotek, které jsou přímo definovány jako diagnózy z vyloučení. Tak například syndrom náhlého úmrtí kojenců je diagnostikován tak, že při pitvě není nalezeno nic, co by dokázalo vysvětlit příčinu smrti. U takto definovaných jednotek se předpokládá, že se s prohlubujícím se poznáním podaří nalézt příčinu, nevylučuje se ani možnost, že ve skutečnosti jde o několik chorob se stejným klinickým obrazem.
Výběr diagnóz, nad kterými je třeba uvažovat v rámci diferenciální diagnostiky, je obvykle poměrně složitý. V praxi se často používá metoda vedoucího (hlavního) příznaku. Metoda spočívá v tom, že se lékaři již během své přípravy učí nejen biologii a klinický obraz onemocnění, ale k významným příznakům se učí i nejpravděpodobnější příčiny a vhodné diagnostické kroky, které mohou nejspíše vést ke stanovení diagnózy. Diferenciální diagnostika bývá s výhodou strukturovaná podle několika hledisek, čímž usnadňuje diferenciálně diagnostickou rozvahu. Tak například diferenciální diagnostika otoků dolních končetin může být založena na dělení otoků z místních a celkových příčin a na dělení podle patogenetického mechanismu.
Z historického hlediska lze prvky diferenciálně diagnostického rozhodování vysledovat již v nejstarších písemných pramenech. Vzhledem ke značně spekulativním představám o povaze chorob i v poměrně nedávné minulosti mají tyto rozvahy cenu pouze historickou.